# Dømmestrup
Dømmestrup er en lille landsby på det centrale Fyn, beliggende i Faaborg-Midtfyn Kommune under Region Syddanmark. Landsbyens gårde har hørt under Søbysøgård Gods og enkelte under Bramstrup Gods og er stadig domineret af de gamle gårde langs vejen. I dag er kun et mindre antal gårde stadig aktive landbrug. 
Byen har tidligere haft egen skole, købmand, smedje mm. samt et teglværk i den nærliggende teglværksgrav. Forsamlingshuset fra 1904 fungerer stadig som samlingssted for byens beboere.
Livet i og omkring Dømmestrup i sidste halvdel af 1900-tallet er bl.a. beskrevet i Carl Nielsens erindringer "Min Fynske Barndom". Carl Nielsen blev født i nærliggende Nr. Lyndelse og tilbragte sin barndom i området.